# Diode-transistor logic

Esquema de una puerta NAND DTL básica de dos entradas. R3, R4 y V- desplazan el voltaje de salida positivo de la etapa de entrada a un valor por debajo de tierra (para dejar en corte al transistor con un voltaje de entrada bajo).

La Diode-transistor logic (DTL), o lógica diodo-transistor, es una categoría de circuitos digitales inmediatamente anterior a la TTL (lógica transistor-transistor). Recibe ese nombre porque la función de la puerta lógica (p.e., AND) la realiza una red de diodos mientras que la función de amplificación es realizada por un transistor (esto contrasta con la lógica RTL y la TTL).
Es un diodo que trabaja con tensiones de {\displaystyle V_{base}=-2V} y {\displaystyle V_{CC}=4V}. Al tener una tensión de base de -2V se necesitaba una fuente adicional y por ello aparece en 1964 la DTL modificada.
Características típicas:
- {\displaystyle V_{OH}=4.8V},
- {\displaystyle V_{OL}=0.2V},
- {\displaystyle V_{IH}=1.5V},
- {\displaystyle V_{IL}=1.2V},
- {\displaystyle P_{D}=10mW{\text{(Puerta)}}},
- {\displaystyle t_{P}=50ns},
- {\displaystyle Fan-Out=8.00},
- {\displaystyle Alimentacion=5V}.